# Hadropareia middendorffii
Hadropareia middendorffii — вид костистих риб родини бельдюгових (Zoarcidae).

## Поширення
Вид поширений в Охотському морі від Пенжинської губи до Шантарських островів. Мешкає на глибині до 60 метрів.

## Опис
Дрібна рибка, завдовжки до 17,8 см. Кількість хребців — 106—115.